# Pierrabot

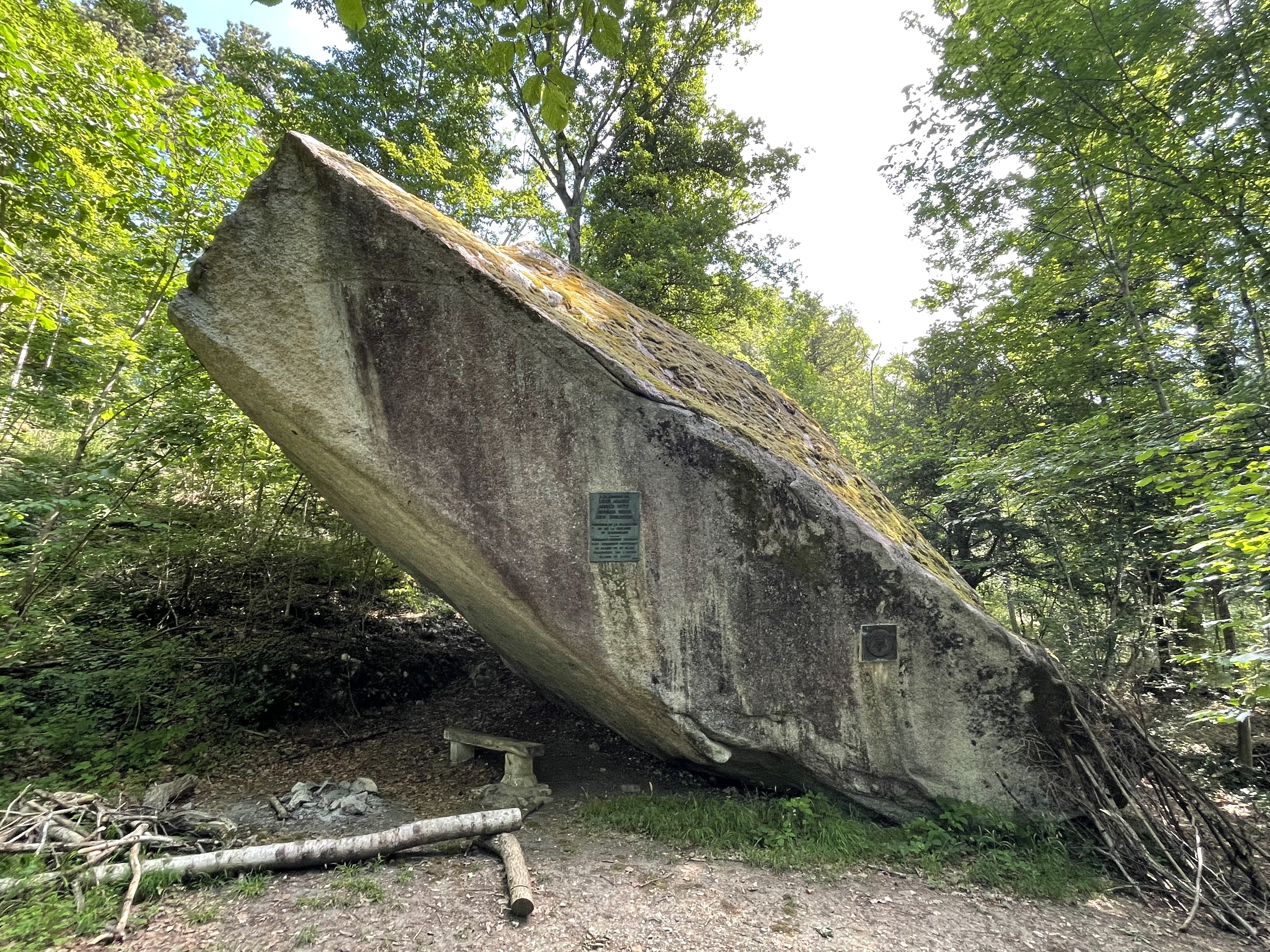
Pierrabot

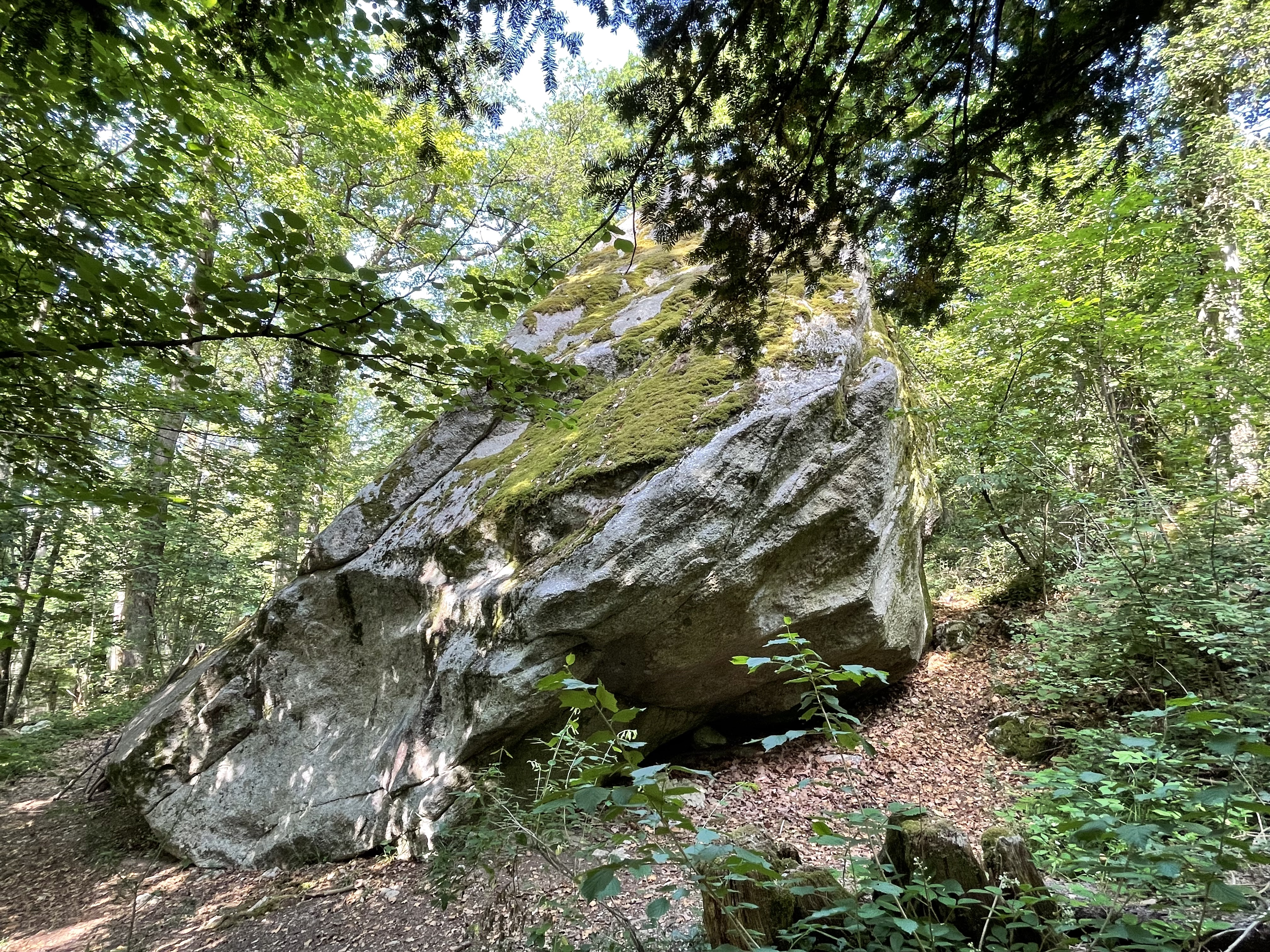
Rückseite

Der Pierrabot (auch Pierre-à-bot) ist ein grosser erratischer Block oberhalb der Stadt Neuchâtel.

## Lage
Der Stein liegt im Wald etwas oberhalb eines Wanderwegs auf einer Höhe von 708 m ü. M. Er ist von der Bushaltestelle «Neuchâtel, trois chênes» in etwa 10 Minuten zu Fuss gut erreichbar.

## Name
Bot ist im Patois die Bezeichnung für eine Kröte; der Stein wird also «Krötenstein» genannt. Dies wohl deshalb, weil die Position des Steines an eine Kröte erinnert, die sich zum Sprung bereit macht.

## Beschreibung
Der Pierrabot besteht aus Granit. Sein Volumen beträgt 1352 m³, und er wiegt rund 3000 Tonnen. Er stammt aus der Gegend des Mont Blanc und wurde während der letzten Eiszeit aus dem Wallis vom nördlichen Arm des Rhonegletschers hierher verfrachtet. Bei seinem Rückzug vor rund 20'000 Jahren wurde er hier liegen gelassen.

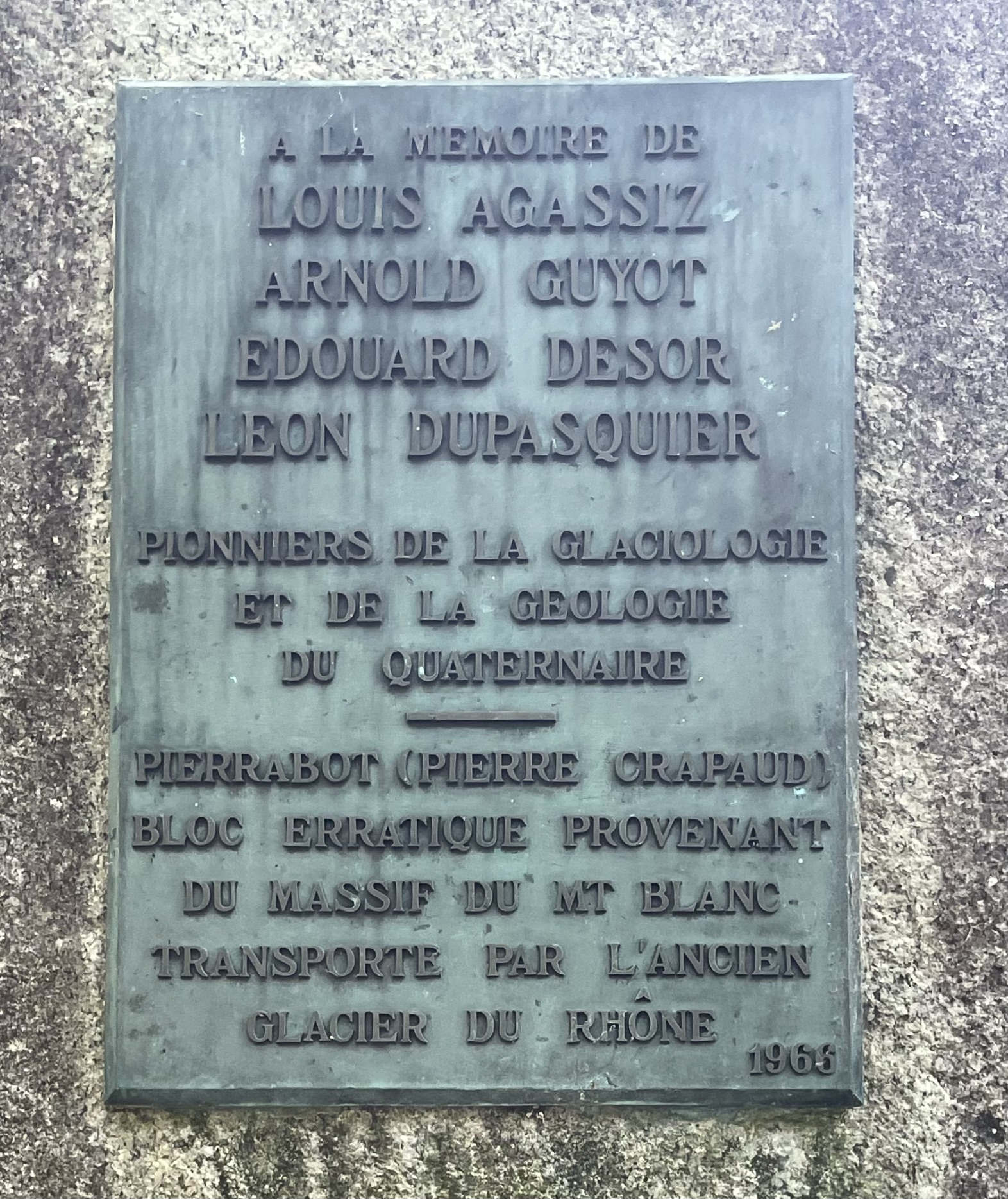
Erinnerungstafel

Auf dem Block wurde 1966 eine Tafel angebracht mit der Inschrift: «À la mémoire de Louis Agassiz, Arnold Guyot, Édouard Desor, Léon Dupasquier. Pionniers de la glaciologie et de la géologie du quaternaire.» («Zur Erinnerung an Louis Agassiz, Arnold Guyot, Edouard Desor, Léon Dupasquier. Pioniere der Glaziologie und der Geologie des Quartärs.») Agassiz verteidigte anhand dieses Blockes seine Theorie, nach der solch ortsfremde Steine durch Gletscher antransportiert wurden. Eine zweite Tafel stammt aus dem Jahr 1993. Sie erinnert an den hundertjährigen Geburtstag der Gesellschaft «Amica Naturae», deren erste Versammlung beim Pierrabot stattgefunden hatte. 1838 wurde der Stein unter den Schutz der Stadt Neuchâtel gestellt.